# Illa Podestá
Illa Podestá és el nom donat a una suposadament ubicada davant de la costa de Valparaíso. Va ser descoberta el 1879, pel capità Pinocchio del mercant italià Barone Podestá. Ha considerat una illa fantasma, i s'ha retirat mapes des de 1935. Algunes fonts indiquen que la mateixa illa va ser un invent d'Hereward Carrington, un ocultista nord-americà.
Va ser descrita com una petita illa ovalada amb una circumferència de tres quarts d'una milla i de 40 peus d'altura, ubicada a 870 milles nàutiques (1.390 km) a l'oest de la ciutat xilena de Valparaíso. Fins a 1935 va figurar a les cartes nàutiques dels Estats Units però va ser posteriorment retirada. Encara figura en cartes, camins i avisos als navegants de la marina xilena.
Fonts equatorianes assenyalen que el govern de Xile hauria realitzat una protesta diplomàtica després que l'Assemblea Nacional Constituent de l'Equador proclamés la seva sobirania sobre un sector de l'Antàrtida el 1967 amb base a la Teoria de la Defrontació, la protesta xilena rebutjava que l'Equador tingués projecció antàrtica argumentant que l'illa Podestá els ho impediria.
El 2020 es va estrenar un documental sobre la història de la suposada illa. La micronació de la República de l'Illa de Rino reclama l'illa com a pròpia.